# 막심 고리키
막심 고리키(러시아어: Макси́м Го́рький, 영어: Maxim Gorky, 문화어: 막씸 고리끼, 1868년 3월 28일(율리우스력 3월 16일) ~ 1936년 6월 18일)는 러시아의 작가로, 본명은 알렉세이 막시모비치 페시코프(러시아어: Алексе́й Макси́мович Пешко́в)이다.

## 생애

### 유년시절
볼가강 연안에 있는 니즈니노브고로드에서 출생하였다. 아버지는 금속노동자로 일하고, 외가는 염색작업장을 운영하였다. 고리키가 3살 때에 콜레라로 아버지가 별세를 하고, 어머니도 11살에 열병으로 돌아가셨다. 고아가 된 막심 고리키는 외조모부의 돌봄을 받았고, 가난하여 학교를 많이 다니지 못하였다. 정보라 작가가 번역한 《어머니》의 작가해설에 따르면, 고리키는 어머니에게 글을 익혔고, 러시아 정교회에서 운영하는 학교에서 공부했고, 지역공동체의 주교가 문재가 있는 막심 학생과 진지한 이야기를 나누고는 했다. 그래서 《어머니》는 사회주의 리얼리즘 문학인데도, "하느님의 말씀", "그리스도" "성화상", "예수 그리스도는 인민들과 하느님을 위해 자신을 바치셨다."라는 문장들에서 기독교 전통들이 나오고 있다.
대학교에 진학하고자 했지만, 계급사회인 제정러시아에서 귀족 학생 외의 학생들의 정원을 줄이는 바람에 대학교에 가지는 못했고, 사환·접시닦이·제빵노동자 등 온갖 일을 하였다. 1892년 자신의 첫 작품 《마카르 추드라》를 발표하였다. 1895년 《러시아의 부》 지에 《체르카시》를 발표하여 크게 절찬을 받았고 이어서 《오를로프 부부》 등의 단편을 발표하였다. 1905년 사회 민주당에 가입하였으나 제정 러시아 군대의 민중 학살 사건에 항의한 것 등으로 인해 회원에서 제명되었고 곧 투옥된다. 1906년 세계 지식인들의 석방 요청에 의해 석방된 후 이탈리아 카프리섬에서 망명 생활을 하였다. 1913년 귀국하여 《유년 시대》 등을 집필하는 한편, 무산 계급 작가 양성 지도에 힘을 쏟았다. 1932년 소련 작가 동맹 제1회 대회 의장에 취임, 후진 작가의 육성과 노동자 지식인들을 위해 일하다가 사망하였다. 스탈린의 대숙청 당시 부하린 등이 고리키를 독살했다는 혐의로 기소되었으나 이 재판은 다른 대숙청의 재판과 마찬가지로 조작 재판의 혐의가 짙다.
그는 사회주의 리얼리즘 문학을 창조한 최초의 사람으로서, 소련 문학 발전에 큰 영향을 주었다.

## 희곡 작품
20세기초에 <밑바닥> <별장의 사람들> <태양의 아들> <야만인> <적(敵)> 등 일련의 희곡을 썼는데 그 중에도 <밑바닥>은 모스크바 예술극장에서 상연되어 그 명연출과 함께 널리 알려진 작품이다. <에고르 불르이초프와 다른 사람들>(1931)과 <도스티가에프와 다른 사람들>(1932)은 등장인물과 시대가 하나인 연결성을 가지며 전자가 차르(러시아 제국 황제)의 전제 정치를 타도한 1917년 2월의 군중의 노래소리로 막을 내리고 있는 데 반하여 후자는 정세가 어수선한 6월에서 10월에 걸쳐 전개되며 볼셰비키의 정권탈취 소식과 함께 끝나고 있다.

## 작품 목록
- 첼카쉬 Chelkash (Челкаш), novelette, 1895
- 말바 Malva, short story, 1897
- 그들도 한때는 인간이었다 Creatures That Once Were Men, stories in English translation (1905)
- 26명의 남자와 한 소녀 Twenty-six Men and a Girl, short story, 1899
- 포마 고르제예프 Foma Gordeyev/The Man Who Was Afraid (Фома Гордеев), novel, 1899
- 세사람 Three of Them (Трое), novel, 1900
- 밑바닥에서 The Lower Depths (На дне), 1902
- 어머니 The Mother (Мать), novel, 1907
- 어느 쓸모없는 인간의 삶 The Life of a Useless Man, novel, 1907
- 독백 A Confession (Исповедь), novel, 1908
- 이탈리아 이야기 Tales of Italy, stories, 1911-1913
- 어린 시절 My Childhood (Детство), Autobiography Part I, 1913–1914
- 세상속으로 In the World (В людях), Autobiography Part II, 1916
- ≪시의적절치 않은 생각들: 혁명과 문화에 대한 소고≫, ≪시의적절치 않은 생각들: 혁명과 문화. 1917년 소고≫ Untimely Thoughts, articles, 1918
- 톨스토이와 거닌 날들 My Recollections of Tolstoy, 1919
- 나의 대학 My Universities (Мои университеты), Autobiography Part III, 1923
- 러시아 순례 Through Russia, stories, 1923
- 아르따모노프가의 사업 The Artamonov Business (Дело Артамоновых), novel, 1927
- 끌림 쌈긴의 생애 Life of Klim Samgin (Жизнь Клима Самгина), unfinished novel series:
- 레닌 V.I. Lenin (В.И. Ленин), reminiscence, 1924–1931
- 대답없는 사랑
- 악몽(Революция и культура Статьи)
- 질타(Несвоеременные мысли3аметки о революц)
- 적敵(Склонение)

## 같이 보기
- FK 슬로보다 투즐라
- 고리키 공원
- 막심 고리키 문학 대학
- 즈나니예